# Cartão magnético
O cartão magnético é um objeto de plástico de formato retangular em que pode armazenar qualquer tipo de dados digitais, através de uma tarja preta (magnético), que se localiza no verso do cartão.

## Fabricação do cartão
A produção do cartão magnético é baseado na Norma da ABNT - Associação Brasileira de Normas Técnicas - NBR 10528, no qual pode ser desenvolvido a partir do seguinte método:
Laminação - Os Cartões laminados, são normalmente fabricados em duas produções de (frente e verso) ou seja,  em duas vias de plástico - PVC. Na impressão gráfica podem utilizar os processos Silk screen ou Offset. Para proteger a impressão e prevenir arranhões na superfície do cartão, são fixadas duas camadas de plásticos transparente (Cristal), em ambos lados, servindo também para dar brilho ao cartão, garantindo melhor qualidade e durabilidade.
Após a impressão, as 4 placas de PVC e as duas camadas de cristal, serão fundidos em alta temperatura, juntando frente e verso. Geralmente, a quantidade de cartões por folha tem por média 25 ou 50 cartões, dependendo do processo de fabricação e de cada fornecedor. Após a impressão, os cartões serão cortados no formato padrão ABNT, conforme estabelecido em Normas.
As dimensões estabelecidas em Normas são de: 86,0  x  54,0 mm, 0,76 mm de espessura. Podendo em alguns casos ser utilizados espessuras menores para reduzir custos.

## Armazenamento de dados
Um cartão magnético tem a capacidade de armazenar cerca de uma centena de bytes de dados.
No verso do cartão é aplicada uma corrente elétrica para definir a tarja preta magnetizada. A partir daí, são formados pequenos bastonetes invisíveis polarizados (polo positivo e negativo) resultando em ímãs. Todos os dados do cartão são divididos em 3 faixas, no qual possuem diferentes densidades e codificações de bits conjuntos de caracteres.
No momento em que o cartão magnético é passado por uma cabeça de leitura (máquina eletrônica que descodifica os dados no computador), é alterada a frequência da corrente elétrica dos bastonetes, modificando os tamanhos de cada um, formando códigos.
As cabeças de leitura identificam os comprimentos dos ímãs, interpretando o código binário (combinação de uns e zeros). Os bastonetes maiores produzem um sinal de tensão interpretado como zero. Os menores produzem uma variação na tensão elétrica transformada em um.
A maioria das cabeças irá ler a primeira e segunda faixa simultaneamente. Algumas cabeças avançadas podem ler todas as três faixas simultaneamente.
Dessa forma é feita a leitura dos dados.

## Características básicas
- Cartão mais difundido no mercado.
- Não requer baterias ou energia interna.
- Inteligência baseado em sistemas pré estabelecidos (leitores) no externo do cartão.
- Capacidade de armazenamento limitado.
- É necessário um banco de dados centralizado.
- Tecnologia simples.
- Sistema de segurança restrita.
- Baixo custo de fabricação.

## Utilização
É o cartão mais utilizado no mundo, possuindo uma tecnologia simples e de baixo custo, sendo este menos aperfeiçoado que o Smart card em que possui uma tecnologia de ponta, com alta segurança, enquanto a capacidade tecnológica desenvolvida nos cartões magnéticos são vulneráveis a fraudes e qualquer tipo de falsificação, pois seu sistema de segurança é muito limitado.
Podem ser utilizado largamente no setor bancário, financeiro,  eventos, clubes, comercial e industrial. Serve para o controle de acesso, identificação, crédito, débito, transações bancárias e comerciais, ingressos a clubes, espetáculos, etc.